# Doanh thu quảng cáo

Biểu đồ (bằng tiếng Anh) cho thấy vai trò của doanh thu quảng cáo trên nền tảng kỹ thuật số

Doanh thu quảng cáo (Advertising revenue) là thu nhập bằng tiền mà các cá nhân và doanh nghiệp kiếm được từ việc hiển thị quảng cáo trả phí trên các trang Web, kênh phương tiện truyền thông xã hội hoặc các nền tảng mạng khác xung quanh nội dung đăng xuất bản trên mạng Internet. Theo thống kê vào tháng 9 năm 2018, thị trường quảng cáo trên Internet ở Mỹ được ước tính trị giá vào khoảng 111 tỷ USD, với thị phần chủ yếu được các công ty lớn là Google, Facebook, Amazon và Microsoft chia nhau nắm giữ. Các công ty này kiếm được doanh thu thông qua hình thức quảng cáo trực tuyến nhưng họ cũng đã khởi xướng các lộ trình để người dùng cá nhân và người có ảnh hưởng trên mạng xã hội kiếm thêm thu nhập cá nhân, các cá nhân và doanh nghiệp có thể kiếm doanh thu quảng cáo thông qua các mạng quảng cáo như Google AdSense, YouTube hoặc Outbrain.

## Đại cương
Có nhiều phương pháp và nhà cung cấp dịch vụ khác nhau mà các cá nhân và tổ chức trực tuyến có thể sử dụng để kiếm thu nhập bằng tiền dưới dạng quảng cáo đi kèm với trang web hoặc nội dung truyền thông kỹ thuật số của chính họ sáng tạo và đăng lên/xuất bản. Những gã khổng lồ công nghệ kỹ thuật số hiện nay như Google, Facebook, YouTube, Amazon và Microsoft cho phép chủ sở hữu trang web và người tạo nội dung tham gia vào quan hệ đối tác và quảng cáo hiển thị từ phương tiện truyền thông trực tuyến của họ, những chủ sở hữu và người sáng tạo này sau đó có thể nhận được một phần doanh thu quảng cáo. Các cá nhân và tổ chức khi tham gia vào những nền tảng này có thể kiếm được thu nhập đáng kể thông qua doanh thu quảng cáo. Vào năm 2018, có thông tin cho rằng những người sáng tạo nội dung lớn trên YouTube như Jake Paul và PewDiePie mỗi người đã kiếm được hơn 15 triệu đô la thông qua việc kiếm tiền từ nội dung video trực tuyến của họ.
Doanh thu mà các cá nhân và tổ chức kiếm được từ các nguồn quảng cáo trực tuyến được coi là thu nhập chịu thuế ở nhiều quốc gia. Vào năm 2015, Cơ quan quản lý thuế Úc (Australian Taxation Office) đã xác nhận các vấn đề liên quan đến trạng thái thuế của doanh thu quảng cáo trực tuyến, nêu rõ rằng doanh thu này phải chịu thuế và người sáng tạo nội dung phải được coi là "nghệ sĩ biểu diễn". Ngoài ra, tại Hoa Kỳ, Cơ quan quản lý doanh thu nội địa (Internal Revenue Service) coi doanh thu quảng cáo trực tuyến phải chịu thuế. Đối với những người kiếm thu nhập từ các nền tảng công nghệ do Alphabet Inc. kiểm soát, bao gồm cả nền tảng Google và YouTube, thì Mẫu 1099 (mẫu khai thuế) sẽ được công ty cấp nếu một cá nhân hoặc nhóm kiếm được hơn 600 USD mỗi năm. Ngành quảng cáo không phải là không có tranh cãi. Công nghệ chặn quảng cáo gây rắc rối cho các công ty và cá nhân muốn kiếm tiền bằng cách hiển thị quảng cáo cùng với nội dung của họ. Theo báo cáo, phần mềm chặn quảng cáo được 17% số người trong độ tuổi 18–34 sử dụng và cho phép người dùng chặn quảng cáo khi truy cập một trang web nhất định, do đó loại bỏ khả năng người dùng nhấp vào một quảng cáo nhất định.

## Các nền tảng

Google AdSense

YouTube

Facebook

Amazon

Microsoft

Google là một trong những nền tảng quảng cáo trực tuyến lớn nhất thế giới. Tính đến tháng 3 năm 2019, Google được ước tính sẽ tạo điều kiện thuận lợi cho hơn 90% tìm kiếm trên toàn cầu. Số liệu doanh thu quảng cáo kỹ thuật số của công ty  Alphabet Inc. (chủ sở hữu của Google) xấp xỉ khoảng 39,92 tỷ USD vào năm 2018. Google và Facebook được cho là chỉ kiểm soát dưới 60% không gian tiếp thị trực tuyến của Hoa Kỳ. Một gã khổng lồ quảng cáo trực tuyến khác thuộc sở hữu của Alphabet Inc. là trang web chia sẻ video YouTube. Năm 2006, Google mua YouTube với giá 1,65 tỷ USD. Năm 2015, Bloomberg ước tính YouTube trị giá khoảng 70 tỷ USD, với hơn 30 triệu lượt truy cập trung bình hàng ngày. Những người tạo nội dung YouTube xuất bản và chia sẻ video của riêng họ có thể kiếm tiền từ chúng. Theo báo cáo, tỷ lệ doanh thu quảng cáo gần đúng được trả cho người tạo video kiếm tiền là 55%; vào năm 2013, thu nhập trung bình của người sáng tạo ước tính là 7,60 USD trên một nghìn lượt xem. Tính đến tháng 3 năm 2018, Facebook và Google ước tính nắm giữ thị phần tổng hợp chỉ dưới 60% không gian tiếp thị trực tuyến ở Hoa Kỳ.
Trong quý cuối cùng của năm 2018, Facebook đã báo cáo doanh thu quảng cáo trực tuyến của họ là 16,9 tỷ USD. Facebook cho phép các doanh nghiệp quảng cáo trên toàn bộ trang web của mình, sử dụng kiến thức chuyên sâu về nhân khẩu học và sở thích của người dùng để đảm bảo rằng bất kỳ quảng cáo nào cũng có cơ hội tiếp cận đối tượng mục tiêu cụ thể. Facebook tính phí cho mỗi lần nhấp chuột vào quảng cáo, được gọi là trả chi phí cho mỗi lần nhấp chuột. Facebook cũng cho phép các doanh nghiệp tăng khả năng hiển thị quảng cáo của họ ngoài những người dùng theo dõi hoặc thích chúng, Facebook tính phí dựa trên số lượng người mà một quảng cáo nhất định tiếp cận được. Năm 2012, Facebook mua ứng dụng chia sẻ hình ảnh Instagram với giá 1 tỷ USD. Vào thời điểm mua, Instagram đã có hơn 30 triệu lượt tải xuống. Tính đến năm 2019, Instagram có hơn 1 tỷ người dùng hoạt động hàng tháng và ước tính trị giá hơn 100 tỷ USD. Những người có ảnh hưởng trên Instagram được trả vài đô la cho mỗi nghìn lượt xem quảng cáo. Người ta dự đoán rằng Instagram sẽ kiếm được hơn 10 tỷ USD từ dịch vụ này hàng năm khi nó chuyển sang cuối năm 2019.
Tính đến năm 2018, Amazon được báo cáo là nền tảng quảng cáo trực tuyến lớn thứ ba và có doanh thu quảng cáo dự đoán ở mức trên 4 tỷ USD. Với con số báo cáo là 197 triệu lượt khách truy cập trực tuyến mỗi tháng, Amazon có phạm vi tiếp cận khách hàng rộng rãi tương tự như Google và Facebook. Amazon được cho là đã liên hệ với các gã khổng lồ truyền thông trực tuyến Buzzfeed và The New York Times với lời đề nghị rằng họ sẽ được trả tiền để giới thiệu hoặc quảng cáo sản phẩm trên trang Web của họ. Những quảng cáo như vậy sẽ bao gồm một liên kết đến trang Amazon nơi khách hàng tiềm năng có thể mua sản phẩm và đổi lại, các cơ quan truyền thông sẽ nhận được phần trăm tiền hoa hồng cho việc khách hàng mua các sản phẩm hàng hóa từ sàn Amazon. Vào ngày 25 tháng 8 năm 2014, Amazon mua lại Twitch Interactive với giá 970 triệu USD. Năm 2018, Microsoft đại diện cho khoảng 4% trong số 111 tỷ USD ước tính của thị trường quảng cáo trực tuyến ở Hoa Kỳ. Microsoft sở hữu công cụ tìm kiếm Bing, chiếm hơn 6% lượng tìm kiếm trên Internet, và trang mạng xã hội LinkedIn. Microsoft kiếm được doanh thu quảng cáo thông qua các chương trình như Quảng cáo Bing. LinkedIn có hơn 500 triệu người dùng, vào năm 2018, có thông báo rằng LinkedIn dự kiến sẽ kiếm được khoảng 2 tỷ đô la hàng năm từ quảng cáo trên nền tảng này.